# ال تابو، شیلی
ال تابو، شیلی (به اسپانیایی: El Tabo) یک سکونتگاه مسکونی در شیلی است که در استان سن آنتونیو واقع شده‌است.

## خصوصیات
ال تابو ۹۸٫۸ کیلومترمربع مساحت و ۸٬۱۶۱ نفر جمعیت دارد و ۸ متر بالاتر از سطح دریا واقع شده‌است.